# Чеснорье
Чеснорье — деревня в южной части Усвятского района Псковской области. Входит в состав сельского поселения «Усвятская волость».
Расположена в 7 км к югу от райцентра Усвяты.

## Население
Численность населения составляет 49 жителей (2000 год).

## История
До 3 июня 2010 года деревня входила в ныне упразднённую Чеснорскую волость.